# ヘザー・ハーパー
ヘザー・ハーパー（Heather Harper CBE, 1930年5月8日 - 2019年4月22日）は、北アイルランド・ベルファスト出身のソプラノ歌手。
ピアノをロンドンのトリニティ・カレッジ・オブ・ミュージックで学ぶ。副科で声楽を同校で学ぶと共にBBCコーラスに参加した。1954年にプロデビューして以後、伯爵夫人（『フィガロの結婚』）、エルザ（『ローエングリン』）、『アラベラ』のタイトルロールやエレン・オーフォード（『ピーター・グライムズ』）を当たり役とし、コヴェント・ガーデンやバイロイト、メトロポリタン歌劇場など欧米の大歌劇場に出演した。
ブリテンの『戦争レクイエム』の初演時には、渡英不能となったガリーナ・ヴィシネフスカヤの代演を、10日の猶予期間で務め上げたことでも知られる。
2019年4月22日、ロンドンの自宅にて88歳で死去。